# Relaciones Albania-Filipinas
Las relaciones entre Albania y Filipinas se refieren a las relaciones diplomáticas formales entre la República de Albania y la República de Filipinas, establecidas el 11 de junio de 1987 entre la R. P. S. de Albania en su última etapa aperturista bajo la nueva presidencia de Ramiz Alia y la Filipinas posterior a la revolución EDSA en la que se derrocó al dictador Ferdinand Marcos (Cuarta República filipina) y comenzó la presidencia de Corazón Aquino.

## Historia

### Previo al establecimiento de relaciones diplomáticas
El conocimiento de Albania por parte de los filipinos, puede atestiguarse objetivamente antes del establecimieno de relaciones formales entre ambos estados independientes gracias a, entre otras cosas, el poema en tagalo de comienzos del siglo XIX Vida de Florante y Laura en el Reino de Albania, deducida de la historia o crónica pintoresca de las gestas del antiguo Imperio Heleno y versificada por un amante de la Poesía Tagala, más conocida como Florante y Laura obra del autor filipino Francisco Balagtas y traducida al español en 1916 por Epifanio de los Santos. Este poema transcurre en el reino helenístico de Epiro, en la época clásica del posterior territorio de Albania. El awat (poema) es de lectura obligatoria en el sistema escolar filipino, y en 2023 fue traducido al albanés.

### Rumbo al reconocimiento filipino de Albania
En la década de 1970, la política exterior de la Administración de Ferdinand Marcos en Filipinas puso sus ojos sobre los nuevos estados comunistas del sudeste asiático, debido a que la insurgencia comunista en su país estaba amplia y directamente apoyada por la China comunista de Mao Zedong, lo que llevó a Ferdinand Marcos a buscar reforzar sus relaciones diplomáticas con todos sus países vecinos, incluyendo los estados socialistas de la zona.
En 1973, para asegurar su suministro de petróleo, comenzó a mantener intercambios comerciales con países con los que no se reconocía mutuamente, entre ellos, Albania y Corea del Norte.
Así, en 1975, su política de intercambio y reconocimiento de otros países, incluyendo la Unión Soviética y Vietnam del Norte, con quienes llevaba 3 años manteniendo relaciones diplomáticas informales, le llevó a establecer intercambios diplomáticos con la República Popular de China tras una visita a Pekín el 9 de junio de 1975.
A raíz de la visita a Pekín, Filipinas firmó reconocimientos internacionales bilaterales con todos los países del Bloque del Este a excepción de Rumanía, a la que ya había reconocido previamente, Albania y la URSS, aunque se esperaba que la firma con estos dos últimos fuese una cuestión de tiempo.
Sin embargo, al año siguiente, tras la muerte de Mao Zedong, la nueva postura de acercamiento de China hacia Estados Unidos generó críticas en la Albania de Enver Hoxha que acabó rompiendo relaciones tras la toma de poder de Deng Xiaoping. Esto genera la pérdida del último gran aliado exterior de los albaneses, lo que lleva al país a un aislacionismo internacional muy severo. Tras un primer intento infructuoso de acercamiento a la Tercera República Helénica y al bloque de Europa Occidental, lejos de buscar nuevos aliados Hoxha comienza a inundar su país de búnkeres y prepararse para una posible invasión de cualquier poder de la Guerra Fría.
No sería hasta la muerte de Hoxha y la llegada al poder de Ramiz Alia que se recuperarían las relaciones entre filipinos y albaneses. Alia, que en un primer momento pareció seguir el aislacionismo de su predecesor frente a los líderes de ambos bloques (EE. UU. y  la URSS), pronto realizó una gira de establecimiento de nuevas relaciones formales con países de toda índole, entre ellos: Yemen, Somalia, Singapur, España, Jordania, Bolivia, Uruguay, Canadá y Filipinas sólo entre 1986 y 1987.
El encuentro diplomático de la Albania de Ramiz Alia se encontró una Filipinas distinta de la de una década atrás. En 1986, en Filipinas tuvo lugar la hoy conocida como Revolución EDSA o Revolución del Poder del Pueblo, a veces también llamada Revolución Amarilla a imitación de las futuras revoluciones de colores del espacio exsoviético en los que también se cambia de régimen. En esta revolución no violenta que acabó con la dimisión y exilio de Fedinand Marcos, quien estuvo en el poder durante 21 años, se democratizó el país, llegando al cargo Corazón Aquino, que tuvo la tarea de enmendar un país enfrentado y con gran parte de su población viviendo en la miseria.

### Reconocimiento y establecimiento de relaciones
El 11 de junio de 1987, el enviado filipino Alfonso Yuchengko firmó el reconocimiento de la República de Filipinas a la entonces República Popular Socialista de Albania ante las autoridades de ésta, recibiendo el mismo reconocimiento de las mismas para los filipinos. El embajador filipino en Yugoslavia, Tomás Syquia, se convirtió en embajador no residente para Albania tras presentar sus credenciales al presidente Ramiz Alia en una visita a Tirana (Albania). En el caso de Albania, no sería hasta el 4 de febrero de 1989 que el embajador albanés en Pekín (R. P. China), Justin Papajorgji, presentó sus credenciales como embajador no residente para Filipinas.
En 2023 tuvo lugar un encuentro entre el embajador de Filipinas para Albania, Neal Imperial, y el presidente de Albania, Bajram Begaj en el que se acordó estrechar los lazos comerciales y culturales en un año en el que se cumplían 36 años del establecimiento formal de las relaciones.

## Temas bilaterales

### Intercambio comercial
En 2022, año del 35 aniversario del establecimiento de relaciones entre ambos países, la balanza comercial suponía cerca de 500.000 dólares estadounidenses, siendo la balanza positiva para Filipinas, que exporta cerca de 400.000 dólares estadounidense de bienes al año hacia Albania.

### Cooperación
Albania es miembro de Open Balkan así como de Western Balkans Quad desde 2023. En ambas organizaciones, se llevan a cabo cooperaciones continuas con la ASEAN, de la que Filipinas es miembro.

### Problemática de la trata de personas
Tanto Albania como Filipinas son países de origen de trata de personas. En el caso de Filipinas, existe el fenómeno de los héroes modernos reales (en tagalo: bagong bayani), nombre popular que se les da a los trabajadores filipinos que viajan al extranjero para trabajar y que suponen cerca de un 9 % del PIB de Filipinas. Sin embargo, en sus países de destino, es común que estos héroes para sus compatriotas sean tratados como esclavos modernos.
En la década de 2020, se han dado cerca de una treintena de casos de mujeres filipinas explotadas en Albania, una cifra muy alta teniendo en cuenta que los ciudadanos filipinos registrados en el consulado de Tirana oscila entre las 120 y las 150 personas.

## Misiones diplomáticas no residentes
- Albania tiene una embajada en Pekín (R. P. China) cuyo embajador tiene las funciones para Filipinas.
  - Cuenta con un consulado en Manila, capital de Filipinas.
- Filipinas tiene una embajada en Roma (Italia) cuyo embajador tiene los encargos del Vaticano, San Marino, Malta y Albania.
  - Cuenta con un consulado en Tirana, capital de Albania.